# Publieke omroep
Een publieke omroep (in Vlaanderen openbare omroep genoemd) is een organisatie die door de overheid in het leven is geroepen om informatie uit te zenden via een communicatiemiddel naar een breed publiek. Binnen een democratie heeft een publieke omroep vaak tot doel het algemeen nut na te streven en is de (nieuws)redactie onafhankelijk van beïnvloeding van de politiek.
Soms moeten de kijkers kijk- en luistergeld betalen of wordt de omroep bekostigd uit het overheidsbudget. In Nederland is het kijk- en luistergeld per 1 januari 2000 afgeschaft en wordt de publieke omroep grotendeels met belastinggeld gefinancierd. In België werd het afgeschaft in 2002.
Een publieke omroep is in een democratie iets anders dan een staatsomroep of staatszender in een dictatuur, waarbij de (nieuws)redactie wordt beïnvloed door de politieke machtshebbers. Bij een staatsomroep in een dictatuur wordt de redactionele inhoud volledig beheerst door de regering.
Publieke omroepen besteden in de regel meer aandacht aan kunst, cultuur en actualiteiten (vaak dure programma's voor kleine doelgroepen), terwijl commerciële omroepen vaak meer aandacht besteden aan sport, films en amusement (vaak goedkopere programma's voor grote doelgroepen). Publieke omroepen krijgen vaak van de overheid een taak opgelegd om bepaalde programma's (bijvoorbeeld voor minderheden of over kunst en cultuur) te maken.
Publieke omroepen bestaan er in allerlei soorten en maten. In sommige landen mogen publieke omroepen geen reclame uitzenden, terwijl dit in andere landen wel is toegestaan. In Vlaanderen zendt de VRT reclamespots uit van campagnes gesponsord door de overheid en in Nederland wordt via de STER reclame gemaakt op de publieke netten.
Een omroep die niet wordt gefinancierd door de overheid, heet een commerciële omroep.

## Australië
Australië kent twee publieke omroeporganisaties, namelijk de Australian Broadcasting Corporation en de Special Broadcasting Service, die beide zowel televisie- als radioprogramma's uitzenden. Beide organisaties staan onder toezicht van het Australische federale parlement en worden door de regering van het Gemenebest van Australië gefinancierd.

## België
De openbare omroepen zijn in België omroepen die door de gemeenschappen worden gefinancierd om radio en televisie te maken voor de betreffende inwoners.
| Gemeenschap             | Omroep                                                   |
| ----------------------- | -------------------------------------------------------- |
| Vlaamse Gemeenschap     | Vlaamse Radio- en Televisieomroeporganisatie (VRT)       |
| Franse Gemeenschap      | Radio-Télévision Belge de la Communauté française (RTBF) |
| Duitstalige Gemeenschap | Belgischer Rundfunk (BRF)                                |

## China (Volksrepubliek)
In de Volksrepubliek China is China Central Television (CCTV) de staatsomroep. Het heeft enkele zenders in vreemde talen (Engels, Frans, Spaans, Russisch en Arabisch) die ook buiten de Volksrepubliek te ontvangen zijn. China Radio International (CRI) is de mondiale radio-omroep van de staat.

## Duitsland

De negen deelstaatomroepen van de ARD

Duitsland heeft twee publieke televisiezenders: Das Erste (verzorgd door de ARD) en het ZDF. Het derde televisiekanaal wordt verzorgd door een zender van de deelstaat:
| Deelstaten                                                            | Omroep                            |
| --------------------------------------------------------------------- | --------------------------------- |
| Beieren                                                               | Bayerischer Rundfunk (BR)         |
| Hessen                                                                | Hessischer Rundfunk (HR)          |
| Saksen, Saksen-Anhalt en Thüringen                                    | Mitteldeutscher Rundfunk (MDR)    |
| Hamburg, Nedersaksen, Mecklenburg-Voor-Pommeren en Sleeswijk-Holstein | Norddeutscher Rundfunk (NDR)      |
| Bremen                                                                | Radio Bremen (RB)                 |
| Berlijn, Brandenburg                                                  | Rundfunk Berlin-Brandenburg (RBB) |
| Saarland                                                              | Saarländischer Rundfunk (SR)      |
| Baden-Württemberg, Rijnland-Palts                                     | Südwestrundfunk (SWR)             |
| Noordrijn-Westfalen                                                   | Westdeutscher Rundfunk (WDR)      |

## India
Prasar Bharati is de openbare omroep van India. Het is een autonoom orgaan dat bij wet is opgericht. De organisatie omvat het Doordarshan Television Network en All India Radio, die vroeger media-afdelingen waren van het ministerie van Informatie en Omroep. 

## Nederland
In Nederland wordt de landelijke zendtijd verdeeld over verschillende omroepen. Daarbij wordt onderscheid gemaakt in drie soorten omroepen:
- Ledenomroepen: omroepverenigingen die zendtijd toebedeeld krijgen op basis van het aantal leden (AVROTROS, BNNVARA, KRO-NCRV, MAX, PowNed, EO, VPRO, WNL)
- Taakomroepen: hebben een door de overheid vastgestelde taak en hebben geen leden. De grootste taakomroep is de NOS, die nieuws, sport en actualiteiten verzorgt. Daarnaast is de NTR een taakomroep.
- Aspirant-omroepen zijn ledenomroepen die nog niet volledig erkend zijn omdat deze nog niet voldoende leden hebben (ON!, ZWART).

Hiernaast wordt uitgezonden door de STER, die de reclameblokken tussen de programma's verzorgt. Naast de landelijke omroepen zijn er nog verschillende regionale en lokale publieke omroepen, die geld krijgen van provincies en gemeenten.

## Nederland en Vlaanderen
BVN (voormalig het Beste van Vlaanderen en Nederland, tegenwoordig het Beste van NPO) was een samenwerkingsverband tussen de NPO en de VRT. Op 6 april 2021 werd bekend dat het samenwerkingsverband per 1 juli 2021 op zou houden, daardoor verdwenen alle programma’s van de VRT van BVN. De programmering wordt nu samengesteld uit het televisieaanbod van de Nederlandse publieke omroepen.
Er zijn plannen geweest om een digitaal cultuurkanaal op te starten in samenwerking tussen de NPO en de VRT. Deze plannen zijn nooit doorgegaan en de NPO heeft zelf een digitaal cultuurkanaal, Cultura opgestart.

## Taiwan
Public Television Service, Chinese Television System, China Television, Taiwan Television en Hakka TV zijn de publieke omroepen van Republiek China (Taiwan).

## Turkije
TRT World is een (onder meer) Engelstalige publieke omroep, die 24/7 uitzendt.

## Verenigd Koninkrijk
In het Verenigd Koninkrijk zendt de British Broadcasting Corporation (BBC) uit. Deze omroep werd in 1922 opgericht. De zender verzorgt niet alleen nationale TV en radio, maar heeft ook een groot bereik in de rest van de wereld met BBC World Service radio. De zender BBC World en nog een aantal andere initiatieven van de BBC worden niet uit de publieke middelen gefinancierd.

## Verenigde Staten
In de Verenigde Staten bestaat een publiek net (PBS) dat in het verleden door de staat werd betaald. Langzamerhand heeft de staat zijn fondsen teruggetrokken, en tegenwoordig bestaan de publieke zenders vrijwel geheel van vrijwillige bijdragen van luisteraars en donaties van zakenlieden.

## Lijst met publieke omroepen in Europa, die tevens lid zijn van deEBU
- Albanië: RTVSH (Radiotelevizioni Shqiptar)
- Andorra: RTVA (Radio i Television d'Andorra)
- België: RTBF (Radio-Télévision Belge de la communauté Française), VRT en BRF (Duitstalige omroep)
- Bosnië en Herzegovina: PBSBiH (Public Broadcasting Service of Bosnia and Herzegovina)
- Bulgarije: BNR (Bâlgarsko Nationalno Radio), BNT (Bâlgarska Nationalna Televizija)
- Cyprus: CYBC (Cyprus Broadcasting Corporation)
- Denemarken: DR (Danmarks Radio), DK/TV2 (TV2/Danmark)
- Duitsland: ARD (Arbeitsgemeinschaft der öffentlich-rechtlichen Rundfunkanstalten der Bundesrepublik Deutschland), ZDF (Zweites Deutsches Fernsehen)
- Estland: ERR (Eesti Raadio), EE/ETV (Eesti Televisioon)
- Finland: FI/MTV (MTV Oy), YLE (Oy Yleisradio Ab)
- Frankrijk: France Télévisions, Radio France, Radio France Internationale
- Griekenland: ERT (Elliniki Radiophonia - Tileorassi SA).
- Hongarije: MR (Magyar Rádió), HU/MTV (Magyar Televizió)
- IJsland: RUV (Ríkisútvarpið)
- Ierland: RTÉ (Radio Telefís Éireann)
- Italië: RAI (Radiotelevisions Italiana)
- Kroatië: HRT (Hrvatska Radiotelevizija)
- Letland: LR (Latvijas Radio), LTV (Latvijas Televīzija)
- Litouwen: LRT (Lietuvos Radijas ir Televizija)
- Luxemburg: CLT (CLT Multi Media)
- Malta: PBS (Public Broadcasting Services)
- Marokko: SNRT (La Société Nationale de Radiodiffusion et de Télévision)
- Moldavië: TRM (Teleradio-Moldova)
- Monaco: GRMC (Groupement de Radiodiffusion monégasque)
- Montenegro: TVCG 3 (Radio Televizija Crne Gore 3 Kanal)
- Nederland: NPO (Nederlandse Publieke Omroep)
- Nederland/Vlaanderen: BVN (Beste van Vlaanderen en Nederland)
- Noord-Macedonië: MKRTV (MKRTV)
- Noorwegen: NRK (Norsk Rikskringkasting AS), NO/TV2 (TV 2 AS)
- Oekraïne: NTU/NRU (Natsionalna Telekompanija Ukraïny/Natsionalna Radiokompanya Ukraïny)
- Oostenrijk: ORF (Österreichischer Rundfunk)
- Polen: TVP & PR (Telewizja Polska & Polskie Radio)
- Portugal: RDP (Radiodifusão Portuguesa SA), RTP (Radiotelevisão Portuguesa Serviço Público de Televisão SA)
- Roemenië: ROR (Societatea Româna de Radiodifuziune), RO/TVR (Societatea Româna de Televiziune)
- Rusland: C1R (Channel One Russia), RDO (Radio Dom Ostankino), RTR (RossijskoeTeleradio)
- San Marino: SMRTV (Radiotelevisione della Repubblica di San Marino)
- Servië: RTS 1 (Radio Televizija Srbije)
- Slowakije: SK/SR (Slovensky Rozhlas), STV (Slovenská Televizia)
- Slovenië: RTVSLO (Radiotelevizija Slovenija)
- Spanje: RTVE (Radiotelevisión Española), SER (Sociedad Española de Radiodifusión), COPE (Radio Popular SA Cope)
- Tsjechië: ČRo (Český Rozhlas), ČT (Česká Televize)
- Turkije: TRT (Türkiye Radyo-Televizyon Kurumu)
- Verenigd Koninkrijk: BBC (British Broadcasting Corporation), UKIB (United Kingdom Independent Broadcasting)
- Vaticaan: CTV (Centro Televisivo Vaticano), Radio Vaticana
- Wit-Rusland: BTRC (Belaruskaja Tele-Radio Campanija)
- Zweden: STR (Sveriges Television och Radio Grupp: SVT (televisie) en Sveriges Radio)
- Zwitserland: SRG SSR idée suisse (SRG SSR idée suisse - Sociéte Suisse de Radiodiffusion et Télévision)